# Sudafrica ai Giochi della XXVII Olimpiade
Il Sudafrica partecipò ai Giochi della XXVII Olimpiade, svoltisi a Sydney, Australia, dal 15 settembre al 1º ottobre 2000, con una delegazione di 127 atleti impegnati in diciassette discipline.

## Medaglie
| Medaglia | Nome              | Sport    | Evento                    |
| -------- | ----------------- | -------- | ------------------------- |
| Argento  | Hestrie Cloete    | Atletica | Salto in alto femminile   |
| Argento  | Terence Parkin    | Nuoto    | Rana maschile di 200 m    |
| Bronzo   | Llewellyn Herbert | Atletica | 400 m ostacoli per uomo   |
| Bronzo   | Frantz Kruger     | Atletica | Lancio del disco maschile |
| Bronzo   | Penelope Heyns    | Nuoto    | Rana femminile da 100 m   |

## Risultati

### Calcio
- Uomini

| Atleta | Classifica |                      |
| --- | --- | -------------------- |
| V · D · M Nazionale olimpica sudafricana · Calcio ai Giochi Olimpici Estivi 2000 1 Baron · 2 F. McCarthy · 3 Kannemeyer · 4 Matombo · 5 Booth · 6 Fortune · 7 Fredericks · 8 Matsau · 9 Nhleko · 10 Lekoelea · 11 Pule · 12 Ngobe · 13 Nteo · 14 Mokoena · 15 Nomvethe · 16 Buckley · 17 B. McCarthy · 18 Baloyi · CT : Mashaba | 11° |                      |
| Nazionale olimpica sudafricana · Calcio ai Giochi Olimpici Estivi 2000 | |                      |
| 1 Baron · 2 F. McCarthy · 3 Kannemeyer · 4 Matombo · 5 Booth · 6 Fortune · 7 Fredericks · 8 Matsau · 9 Nhleko · 10 Lekoelea · 11 Pule · 12 Ngobe · 13 Nteo · 14 Mokoena · 15 Nomvethe · 16 Buckley · 17 B. McCarthy · 18 Baloyi · CT: Mashaba                                                                                   | 1 Baron · 2 F. McCarthy · 3 Kannemeyer · 4 Matombo · 5 Booth · 6 Fortune · 7 Fredericks · 8 Matsau · 9 Nhleko · 10 Lekoelea · 11 Pule · 12 Ngobe · 13 Nteo · 14 Mokoena · 15 Nomvethe · 16 Buckley · 17 B. McCarthy · 18 Baloyi · CT: Mashaba | Sudafrica (bandiera) |